# Cēzars Ozers
Cēzars Ozers (Riga, 11 febbraio 1937 – 5 novembre 2023) è stato un cestista sovietico.

## Carriera
Con l'Unione Sovietica disputò i Giochi olimpici di Roma 1960 e vi conquistò la medaglia di argento.